# Szojuz TM–2
Szojuz TM–2 szovjet, személyzet szállítására szolgáló háromszemélyes, szkafanderes szállító űrhajó.

## Küldetés
A Szaljut–6 űrállomásra szállította a hosszú távú szolgálatra tartó személyzetet. Az űrhajó felépítése, technikai adatai megegyeznek a Szojuz TM–1 űreszközzel.

## Jellemzői
1987. február 5-én a bajkonuri űrrepülőtér indítóállomásról egy Szojuz–U2 hordozórakétával juttatták pályára. Az orbitális egység alacsony Föld körüli pályán teljesített szolgálatot. A 91,6 perces elliptikus pálya elemei: perigeuma 365 kilométer, apogeuma 341 kilométer volt. Hasznos tömege 7100 kilogramm volt. A kikötést követően mentőeszköz-feladatot látott el. Fő feladata az űrállomás beüzemelése, majd ez előírt program végzése volt. A Szojuz TM–3 nemzetközi legénységének megérkezését követően, a program végén a Szojuz TM–2 lett a látogató személyzet visszatérő egysége.
1987. július 30-án földi parancsra belépett a légkörbe és hagyományos – ejtőernyős leereszkedés – módon a kazahsztáni Arkalik városától 80 kilométerre ért Földet.

## Személyzet

### Felszálláskor
- Jurij Viktorovics Romanyenko parancsnok
- Alekszandr Ivanovics Lavejkin fedélzeti mérnök

### Leszálláskor
- Alekszandr Sztyepanovics Viktorenko parancsnok az Interkozmosz program részvevője
- Muhammed Ahmed Faris az első szír kutatóűrhajós